# Valfabbrica
Valfabbrica è un comune italiano di 3 223 abitanti della provincia di Perugia in Umbria, situato in una valle sulla sponda sinistra del fiume Chiascio, tra Perugia, Assisi, Gualdo Tadino e Gubbio.

## Geografia fisica
- Altitudine media: 289 m s.l.m.
- Altitudine massima: 826 m s.l.m.
- Altitudine minima: 227 m s.l.m.[4]

### Idrografia
Il territorio del comune di Valfabbrica è attraversato dal fiume Chiascio e da suoi affluenti: il Rio Grande e il Rio della Bionda sono i principali. È inoltre presente all'interno del territorio comunale di Valfabbrica un omonimo lago artificiale generato da una diga.

### Clima
- Classificazione climatica: zona D, 2084 GR/G

Presso il confine con il comune di Assisi, nella zona delle Forre del Rio Grande, il microclima anomalo e la particolare conformazione geologica del terreno hanno permesso la creazione di un habitat naturale adatto ad ospitare sia piante termofile, arboree e arbustive, tipiche della macchia mediterranea, sia specie faunistiche sconosciute in questi territori quali gli aironi.

## Storia
Di origine medievale, sorge in bella posizione su un colle sovrastante la vallata del Fiume Chiascio. La fondazione e lo sviluppo del nucleo originario della cittadina sono connessi alle vicende dell'Abbazia Benedettina di S. Maria in Vado Fabricae, citata dalle cronache dall'anno 820.
Fu l'Imperatore Ludovico il Pio, da Aquisgrana, a concedere l'autonomia all'Abbazia ed al castello “in Vallis Fabricae”, edificato a difesa del monastero dagli attacchi dei feudi vicini. Nel 1177 Federico Barbarossa pose la “ecclesia de Valle Fabricae, in comitatu Asisii” sotto la propria protezione. Nel 1202, monaci e castellani si schierarono con la guelfa Assisi nella Battaglia di Collestrada, persa contro la rivale Perugia, e nel 1205 Valfabbrica giurò la sottomissione ad Assisi, divenuta nel frattempo ghibellina. Nell'anno 1209 il castello di Valfabbrica fu distrutto da Perugia, per ritorsione contro il tentativo di sottomettere i vicini castelli perugini. La conseguente decadenza del territorio portò l'Abbazia a passare sotto la Regola del Monastero di Nonantola. Nelle ulteriori battaglie tra Perugia e Assisi (1319), il castello fu nuovamente saccheggiato. In seguito, il territorio fu conteso da Perugia e dal Duca del Montefeltro Guidobaldo I, Signore di Gubbio, al quale Valfabbrica chiese protezione. A partire dal 1497, salvo un breve ritorno sotto il dominio di Assisi (1515-1521), Valfabbrica entrò a far parte dei domini del Ducato di Urbino, e nel 1632 fu annessa allo Stato Pontificio.
Nell'anno 1815, durante l'impero napoleonico, Valfabbrica fu eretta a Comune ed assorbì il territorio del soppresso comune di Casacastalda.
Del periodo medievale è il centro storico, denominato Pedicino, che conserva due alte torri e cospicue parti delle mura di cinta. Da visitare la Pieve in stile romanico, con all'interno pregevoli affreschi (prima metà del XIV secolo). Di particolare interesse è un dipinto di scuola del Cimabue, raffigurante il compianto sul Cristo morto.

## Luoghi d'interesse

### Il Castello di Giomici
Risalente al secolo XI, completamente ristrutturato, e strategicamente posizionato sulla sommità di una collina che domina la valle del Chiascio tra Perugia, Gubbio ed Assisi. https://www.iluoghidelsilenzio.it/castello-di-giomici-valfabbrica-pg/

### La chiesa di San Sebastiano
La chiesa, situata a ridosso delle mura perimetrali dell'antico castello del Pedicino è di proprietà comunale e spesso adibita, oltre che ai riti e alle funzioni religiose, ad incontri ed esposizioni di carattere socio-culturale. Risalente al XIV secolo, fu rinnovata nel XVI secolo e accolse le confraternite del Santissimo Sacramento e della Buona morte.
Internamente è suddivisa in tre navate e conserva cinque pregevoli altari barocchi.  Di particolare valore artistico è quello dedicato alla Madonna, il quale presenta, tra l'altro, cinque formelle lignee che ritraggono scene della vita di Cristo. 
Alle spalle dell'altare centrale trova posto una crocifissione seicentesca con ai lati San Sebastiano, santo patrono del comune, e San Francesco.
Istruzione:
è presente l'Istituto comprensivo San Benedetto che offre la scuola dell'infanzia, una scuola elementare e una scuola media.

## Società

### Evoluzione demografica
Abitanti censiti

## Geografia antropica

### Altre località del territorio
Poggio San Dionisio, Poggio Morico, Collemincio, San Donato, Sospertole, Coccorano, Montevillano, La Barcaccia, Torello.

## Economia
La maggiore realtà imprenditoriale di Valfabbrica è costituita dall'industria dei laminati metallici a freddo, e dalle attività legate all'indotto generato dalle imprese del gruppo operante nel settore della lavorazione metallica, attorno a cui è sorta la principale zona industriale del comune.
Importante è la filiera tessile, che impiega addetti nella filatura e nei laboratori di maglieria, anche come terzisti per noti marchi di articoli in cachemire e lane di pregio. 
Numerose sono le aziende agricole, sono presenti frantoi e molini, ed è diffuso l'allevamento, in particolare nel settore ovinicolo.
In costante crescita è la presenza di aziende agrituristiche, diffuse capillarmente nei dintorni delle tante frazioni del territorio e favorite dalla contiguità con i principali centri turistici della provincia, come Perugia, Assisi e Gubbio.
Un impulso all'insediamento di nuove attività imprenditoriali è connesso alla costruzione della Superstrada Perugia-Ancona, i cui cantieri sono oggi operativi nel lotto tra la zona a ovest di Valfabbrica e la località Pianello, estrema propaggine orientale del comune di Perugia, dove attualmente termina il tratto già in esercizio della superstrada proveniente dal capoluogo regionale. 
In questo ambito, presso lo svincolo di Casa Castalda Est della strada a quattro corsie è stata realizzata una nuova area industriale ed artigianale.

### Itinerari dello Spirito
- Sentiero Francescano della Pace

Valfabbrica è situata in posizione centrale lungo il Sentiero Francescano della Pace, l'itinerario che ripercorre il cammino intrapreso da San Francesco per la prima volta nell'inverno tra il 1206 e 1207, quando fuggì dalla casa paterna di Assisi e si rifugiò a Gubbio. 
In seguito, Francesco compì molte volte questo tragitto, anche in compagnia dei suoi confratelli, e quando si recava presso l'eremo della Verna, nelle colline del Casentino. In questo tracciato, ricco di monumenti simbolo del francescanesimo, è stato organizzato un percorso praticabile a piedi, in mountain-bike o a cavallo, che attraversa ambienti naturali incontaminati e consente di riscoprire importanti testimonianze storiche, come il Castello di Coccorano, ed antichi complessi monastici.
- Via Francigena di San Francesco - Via di Roma

Valfabbrica è inserita negli itinerari dei pellegrini per Roma, nel tratto da Perugia passando per Assisi, Spello, Foligno, Trevi, Spoleto, Ferentillo, Marmore, sino a Piediluco (che prosegue nella Valle Santa reatina con il Cammino di Francesco).
Attraversando sentieri e strade secondarie, questo cammino di fede si snoda attraverso i centri umbri cari a Francesco ed ai suoi fratelli, densi di memorie storiche e splendidi tesori d'arte.

## Amministrazione
| Periodo           | Periodo           | Primo cittadino     | Partito                 | Carica                    | Note  |
| ----------------- | ----------------- | ------------------- | ----------------------- | ------------------------- | ----- |
| 1º giugno 1985    | 8 giugno 1990     | Giancarlo Arcangeli | Democrazia Cristiana    | Sindaco                   | [ 8 ] |
| 18 giugno 1990    | 23 febbraio 1993  | Fulvio Camerieri    | Democrazia Cristiana    | Sindaco                   | [ 8 ] |
| 24 febbraio 1993  | 13 giugno 1993    | Walter Bacoccoli    | Democrazia Cristiana    | Sindaco                   | [ 8 ] |
| 14 giugno 1993    | 6 dicembre 1993   | Mario Alfano        |                         | Commissario straordinario | [ 8 ] |
| 7 dicembre 1993   | 16 novembre 1997  | Morena Bigini       | Indipendente            | Sindaco                   | [ 8 ] |
| 17 novembre 1997  | 27 maggio 2002    | Luciano Passeri     | Centro-destra           | Sindaco                   | [ 8 ] |
| 28 maggio 2002    | 30 gennaio 2005   | Luciano Passeri     | Centro-destra           | Sindaco                   | [ 8 ] |
| 31 gennaio 2005   | 4 aprile 2005     | Vittorio Saladino   |                         | Commissario prefettizio   | [ 8 ] |
| 5 aprile 2005     | 29 marzo 2010     | Ottavio Anastasi    | Democratici di Sinistra | Sindaco                   | [ 8 ] |
| 30 marzo 2010     | 31 maggio 2015    | Ottavio Anastasi    | Centro-sinistra         | Sindaco                   | [ 8 ] |
| 1º giugno 2015    | 21 settembre 2020 | Roberta Di Simone   | Uniti per Valfabbrica   | Sindaco                   | [ 8 ] |
| 22 settembre 2020 | in carica         | Enrico Bacoccoli    | Insieme per crescere    | Sindaco                   | [ 8 ] |

### Gemellaggi
- Greußenheim, dal 1995[12]
- Venelles, dal 2011[13]

## Sport

### Calcio
La principale squadra di calcio della città è l'A.S.D. Valfabbrica 1916 che milita nel girone C umbro di Prima Categoria. I colori sociali sono il blu ed il rosso. È nata nel 1916.